# Soeiro Pires da Silva
D. Soeiro Pires da Silva (c. 1130 - ?) foi um Cavaleiro medieval  português, Rico-homem e Senhor da domus fortis denominada como Torre de Silva.

## Relações familiares
Foi filho de D. Pedro Pais da Silva “O Escacha” , alcaide-mor da cidade de Coimbra, e de D. Elvira Nunes. Casou com Fruilhe Viegas de Lanhoso, filha de D. Egas Fafes de Lanhoso  e de D. Urraca Mendes de Sousa, de quem teve:
1. Teresa Soares da Silva,  casada com D. Pedro Martins da Torre, senhor da Torre de Vasconcelos, filho de D. Martim Moniz (? - 1147) e de Teresa Afonso.
2. Estevainha Soares da Silva, casada com D. Martim Fernandes de Riba de Vizela, filho de Fernão Peres de Guimarães (? - 1178) e de D. Usco Godins de Lanhoso.
3. Estêvão Soares da Silva, arcebispo de Braga